# Astrid Lulling
Astrid Lulling (n. 11 iunie 1929, Schifflange) este un om politic luxemburghez, membru al Parlamentului European în perioada 2004-2009 din partea Luxemburgului. 